# Teresa Catalán
Teresa Catalán Sánchez (Pampelune, 12 avril 1951) est une compositrice et professeur espagnole, Docteur en Philosophie de l'art et lauréate du Prix national de musique en 2017.

## Biographie
Teresa Catalán a étudié la musique au Conservatoire  Pablo Sarasate de Pampelune où elle s'est formée avec des professeurs tels que Fernando Remacha, Luis Morondo, Juan Eraso, Luis Taberna et Pilar Bayona López de Ansó (es), et a obtenu les diplômes de piano et de composition.
Elle a suivi les cours de sociologie et d'esthétique enseignés par Ramón Barce (es) et ceux de techniques de composition contemporaine de Agustín González Acilu entre 1983 et 1986. Elle est allée ensuite se perfectionner à l'Académie musicale Chigiana de Sienne (Italie) auprès du compositeur Franco Donatoni. Elle a reçu des leçons de Luigi Nono, Samuel Adler, Yihzak Sadai, George Benjamin, Luca Lombardi, Leo Brouwer et Guy Reibel entre autres.
En 1985, elle a été cofondatrice du Grupo de Compositores de Pamplona Iruñeako Taldea Musikagilleak. Cinq ans plus tard, en 1990, elle a obtenu la chaire de composition, instrumentation et formes musicales au Conservatoire royal supérieur de musique de Madrid. En tant qu'enseignante, elle dirige des travaux de thèse en collaboration avec diverses universités, et donne régulièrement des cours et des conférences dans différentes institutions. Elle collabore également régulièrement à des jurys de prix et concours nationaux et internationaux de composition et d'interprétation.
Catalán a passé un master en esthétique et création musicale en 2000 et  un doctorat en philosophie de l'art de l'Université de Valence en 2005.
Elle est l'auteur de plusieurs livres et articles. Elle a publié certaines de ses compositions en Espagne et en Allemagne, qui font partie du programme d'études de différents conservatoires. Elle est membre du Consejo Estatal de las Artes Escénicas y de la Música, du Consejo Artístico de la Música et du Consejo del Teatro Real. Elle a également été membre du Consejo Navarro de Cultura et est membre de Jakiunde, l'Académie des sciences, des arts et des lettres d'Eusko Ikaskuntza depuis 2015.« Miembros | Jakiunde - Academia de las ciencias, de las artes y de las ciencias. », sur www.jakiunde.eus (consulté le 24 septembre 2021).
En tant que compositrice, son travail s'inscrit dans la musique post-tonale, et la plupart de ses compositions sont instrumentales, à la fois des œuvres pour piano et des œuvres de chambre, avec également des œuvres orchestrales et chorales. Elle a reçu des commandes de nombreux interprètes et de différentes institutions nationales et internationales,. Ses œuvres ont été programmées dans des festivals de différents pays d'Europe et d'Amérique; y compris l'Italie, l'Allemagne, la France, la Russie, les États-Unis, la Roumanie, l'Argentine, la Hongrie et Cuba.
Lauréate de plusieurs prix de composition et d'interprétation, en 2017, le Ministère de l'Éducation, de la Culture et des Sports lui a décerné le Prix national de musique dans la catégorie composition,,. Et en 2018, elle a été nommée professeur émérite du Conservatoire royal supérieur de musique de Madrid.
En 2021, à l'occasion de son 70e anniversaire, la Fondation Baluarte l'a félicitée publiquement et a annoncé la création de l'œuvre qui lui avait été commandée, El canto de Atenas, à l'automne de cette année-là. La même année, elle a reçu le Prix Prince de Viana pour la Culture, un prix décerné par le Gouvernement de Navarre.

## Œuvres (liste partielle)
- El Rapto de Europa (quintette).
- Elegía No 1, 2, 3 y 4 (piano solo).
- La Danza de la Princesa (Ballet)/Printzesaren Dantza (Balleta) (orchestre symphonique).
- Esparzas (mezzo soprano, violon, alto, violoncelle et piano).
- Rondó para un mayorazgo (flûte soliste et orchestre à cordes).
- Sine die (clavecin).
- Zuhaitz (mezzo soprano, flûte et Piano).

### Orchestre
- 1981 Adagio, orchestre à cordes.
- 1991 Europa (Ballet), orchestre.
- 1998 Rondó para un mayorazgo, flûte soliste et orchestre à cordes:.
- 2006 Glosa en tono de re (Manuel Castillo in memoriam), orchestre.
- 2010 La danza de la princeza, (Ballet) orchestre.
- 2015 Bere oiharzuna orchestre.
- 2020 El canto de Atenea, flûte soliste et orchestre.
- 2021 La victoria vacía orchestre.

### Musique pour le théâtre
- 1985 Cuatro nombres de mujer, orchestre et marimba.

### Piano
- 1983 Aunitz urtez
- 1986 Iruñeako taldea piano variaciones (II et VII)
- 1987 Da capo (Col legno)
- 1995 Elegía no 1, Homenaje a Béla Bartók
- 1995 Juguetes rotos
- 1997 Five on five
- 1999 Elegía no 2,  la muerte de un ángel en La Fenice
- 2007 Elegía no 3, Para un hombre de agua y fuego Néstor Rodrigo in memoriam
- 2008 Wenn alles geht, nichts geht Homenaje a Ramón Barce
- 2009 CrÓnicas de Epicuro, Agustín González Acilu in honorem
- 2009 Elegía no 4, A la muerte de un pensador Ramón Barce in memoriam
- 2010 Coral, preludio y danza Fernando Remaa in honorem
- 2010 Canción azul
- 2010 Cuadernos de piano, Cuaderno de notas no 1 : Las notas de Maia
- 2011 Tiento de tantos tonos
- 2012 Ura eta lurra
- 2013 La danza del gozo vermell
- 2014 Paráfrasis
- 2015 Aladonza y Crésida
- 2016 Elegía no 5, A la muerte del Espíritu de Veruela Diodatu Arru In memoriam
- 2017 De ida y vuelta
- 2018 Los siete secretos

### Autres instruments solo
- 1986 Soliloquio, flûte.
- 1996 El primer juguete, guitare.
- 2013 Sine die, clavecin.
- 2014 Por la belena de San Cernin, violon.

### Musique de chambre
- 1980 Sueño, flûte et piano (Teresa Catalán / Javier Sagardía).
- 1982 Fantasía y una noche, flûte et piano.
- 1985 Cuarteto sin número, quatuor à cordes:.
- 1985 Afinidad electiva en sol, flûte et piano.
- 1985 Equilibrio, voix et ensemble (violon, flûte, clarinette, clarinette basse et piano préparé).
- 1986 Suite para dulzainas, trois dulzainas et percussion.
- 1987 Europa, quintette à vent (flûte, hautbois, clarinette, cor et basson).
- 1988 Zuhaitz, texte : Teresa Catalán. mezzosoprano, flûte et piano.
- 1987 Figuras no 1, quatuor à cordes, flûte et piano.
- 1988 Figuras no 2, quatuor de clarinettes.
- 1989 Poemas humanos, texte : César Vallejo, soprano et piano.
- 1995 Aurora (I), flûte, alto et guitare.
- 1995 Aurora (II), texte : Jacob Böhme, narrateur, flûte, alto et guitare.
- 1998 El pájaro de Estinfalo, flûte et piano.
- 2000 Límite infinito, flûte et harpe.
- 2000 Hom fora seny, Homenaje a Ausias March, texte : Teresa Catalán avec des poèmes de A March, soprano et piano.
- 2000 Viaje a cólquida, ensemble (Fl Ob Cl Hn Bs Pc Vl I Vl II Vla Vc Cb).
- 2007 Las moiras, ensemble (Fl Cl Bs Vl Vla Vc.).
- 2009 La canciÓn de prùa, flûte et marimba.
- 2010 Esparzas, mezzosoprano, violon, violoncelle et piano.
- 2016 Las redes de la memoria, quatuor à cordes.
- 2017 Basandere ta basajaun, deux pianos et deux percussionnistes.
- 2017 Nenias I, flûte alto, violon, violoncelle et piano.
- 2018 Nenias II, flûte alto, violon, violoncelle et harpe.
- 2018 El olifante de Roldán, tuba et piano.
- 2018 Nana del juguete, deux guitares.
- 2018 La sombra de Rim en «La Ladrona», violon et harpe.
- 2019 Larrazpileko jentilen trikuharritik, violon, violoncelle et piano.

### Chœurs
- 1984 Dos efes en canto cuarto.
- 1986 Larunbata arratsaldian.

## Publications (sélection)
- Sistemas compositivos temperados en el siglo XX (2e édition). Valence: Institució Alfons el Magnánim, 2012.
- Música no tonal. Las propuestas de E. Falk y E. Krenek. Catalán, Teresa; Fernández Vidal, Carme. Valencia: Universidad de Valencia, 2012.
- Música: tiempo y memoria. Dans: Investigar en los dominios de la música. Valencia: Real Academia de Bellas Artes de Valencia, 2011.
- La maternidad transferida al arte. Cádiz: Papeles del Festival de música española de Cádiz, 2006.

## Prix et honneurs
- 1985 : prix Année Européenne de la Musique pour la Composition Musicale (Departamento de Educación y Cultura del Gobierno de Navarra).
- 1998 : prix Sabina de Plata.
- 2011 : décorée avec la mention élogieuse de l'Ordre du Mérite civil.
- 2017 : Prix national de musique en composición.
- 2021 :
  - prix Prince de Viana pour la Culture.
  - médaille d'or du mérite des beaux-arts, décernée par le ministère de l'Éducation, de la Culture et des Sports espagnol[17]